# Asianopis goalparaensis
Espèce
Synonymes
- Dinopis goalparaensis Tikader & Malhotra, 1978
- Deinopis goalparaensis Tikader & Malhotra, 1978

Asianopis goalparaensis est une espèce d'araignées aranéomorphes de la famille des Deinopidae.

## Distribution
Cette espèce se rencontre en Inde en Assam et au Népal,.

## Description
La femelle holotype mesure 13,30 mm.
La femelle décrite par Basumatary, Caleb, Das et Brahma en 2020 mesure 16,18 mm.

## Systématique et taxinomie
Cette espèce a été décrite sous le protonyme Deinopis goalparaensis par Tikader et Malhotra en 1978. Elle est placée dans le genre Asianopis par Basumatary, Caleb, Das et Brahma en 2020

## Étymologie
Son nom d'espèce, composé de goalpara et du suffixe latin -ensis, « qui vit dans, qui habite », lui a été donné en référence au lieu de sa découverte, le district de Goalpara.

## Publication originale
- Tikader & Malhotra, 1978 : « A new record of rare spider of the family Dinopidae from India with description of a new species ». Proceedings of the Indian Academy of Sciences - Section B, Animal Sciences, vol. 87, no 6, p. 157-159.